# Juan Bautista Hernández
Juan Bautista Hernández Pérez (* 24. Dezember 1962 in Pilón, Provinz Granma) ist ein ehemaliger kubanischer Boxer. 
Hernández war kubanischer Meister im Bantamgewicht (-54 kg) der Jahre 1980 und 1982. Bei den Olympischen Spielen 1980 erreichte er nach Siegen über Sándor Farkas (Ungarn) (4:1), Ayele Mohamed (Äthiopien) (RSC 2.), Geraldi Issaick (Tansania) (RSC 1.), und Michael Parris (Guyana) (5:0), das Finale des Bantamgewichtsturniers, welches er gegen den Venezolaner Bernardo Piñango mit 5:0 Richterstimmen gewann. So wurde er gerade ein Mal mit 17 Jahren Olympiasieger. 1982 erkämpfte Hernández außerdem Gold bei den Zentralamerika- und Karibikspielen.